# Еврейское кладбище в Глухове
Еврейское кладбище — кладбище в Глухове в Сумской области Украины.

## Описание
Это единственное еврейское кладбище в Глухове и ему более 300 лет.
На нем было более 1500 захоронений, а сохранилось более 600. Сюда были перенесены некоторые из древних захоронений из села Уланово.
Немцы во время Второй мировой войны хотели уничтожить кладбище и успешно разбомбили его центр, но погост остался действующим.

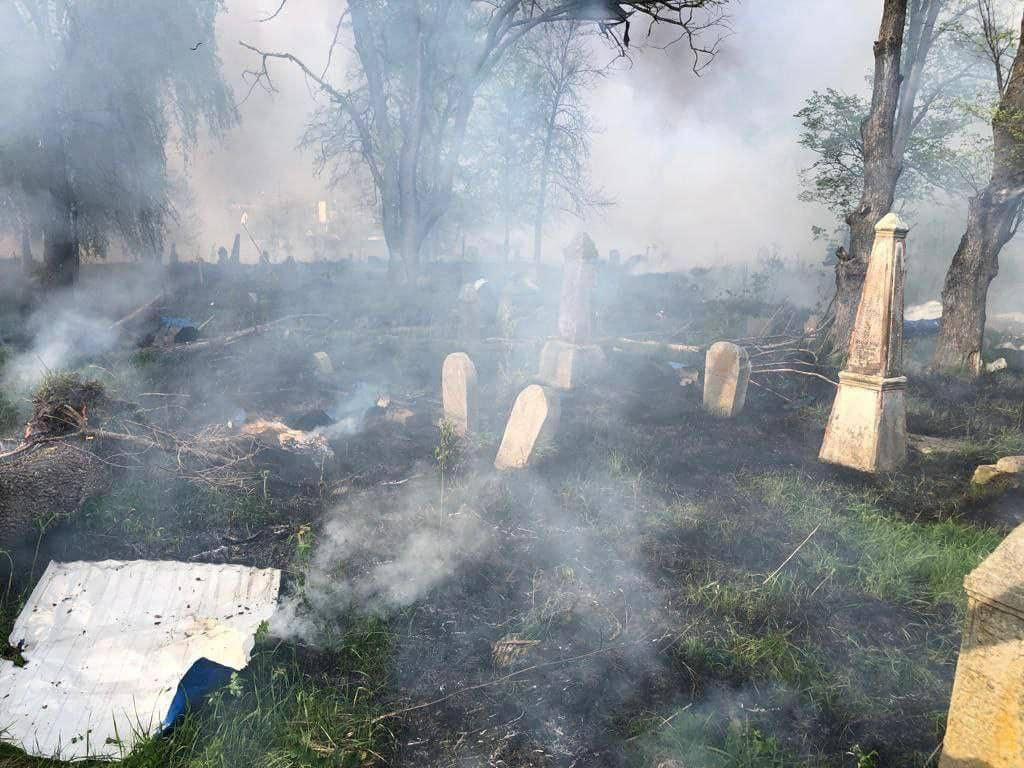
После российского обстрела
8 мая 2022 года

В День памяти и примирения 2022 года российские войска тоже обстреляли кладбище.

## Мемориалы
На кладбище расположено два мемориала:
- Мемориал на месте братской могилы расстрелянных нацистами местных евреев;
- Мемориал жертвам еврейского концлагеря.

## Известные захоронения
Здесь похоронен еврейский писатель и педагог Лазарь Цвейфель (1815—1888).
Здесь сохранились памятники убитым при Деникинском терроре в 1919 году З. П. Лучинскому и Ноне и Муне Пружанским. Памятник М. Э. Милославскому, могила актёра А. Равиковича, могилы врачей З. А. Бравермана и Я. А. Шнейдермана.
7 июня 2020 года на кладбище была обнаружена братская могила жертв погрома 7 — 8 марта 1918 года (когда убили более 100 евреев), среди которых два праведника.

## Галерея

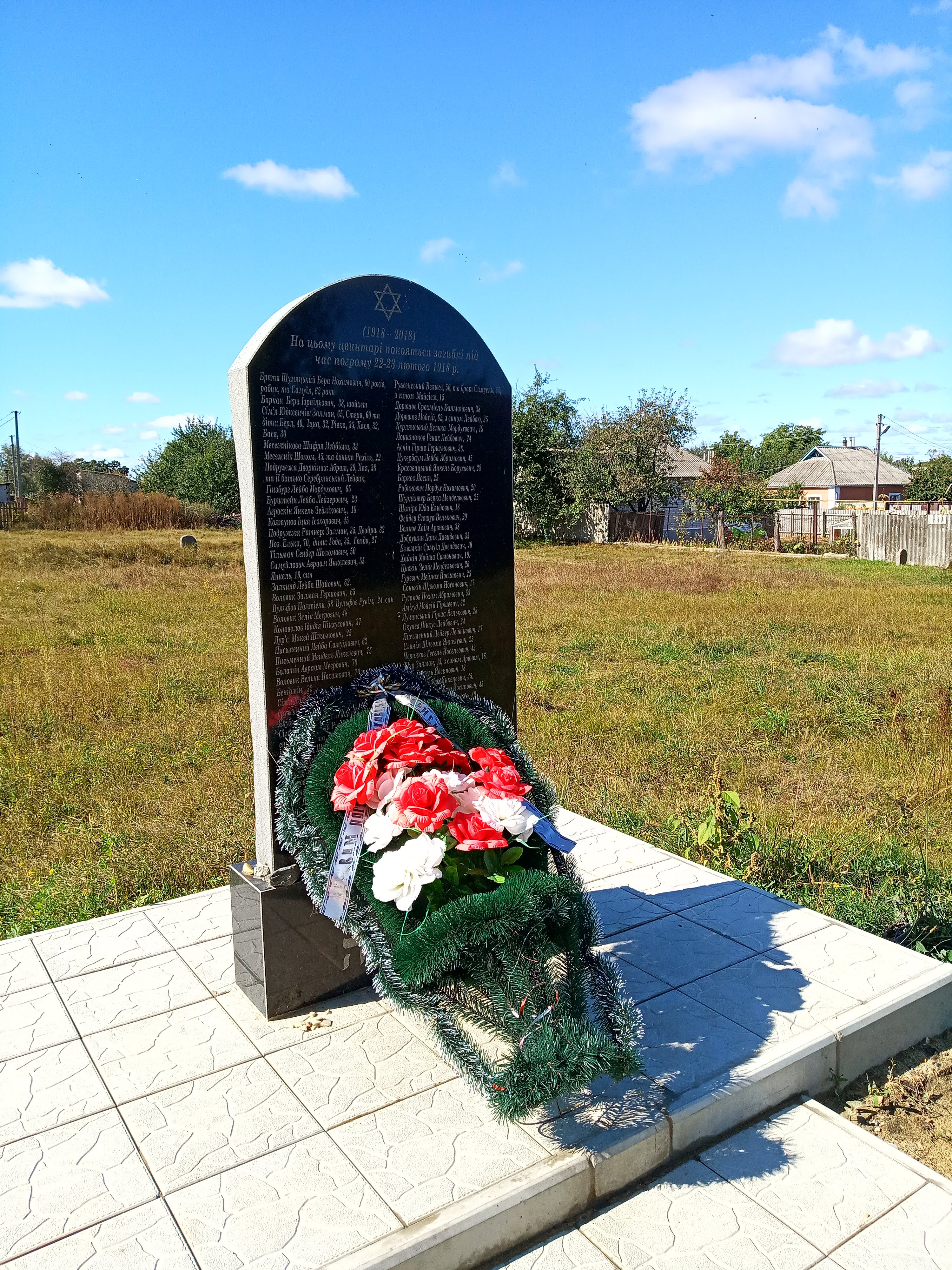
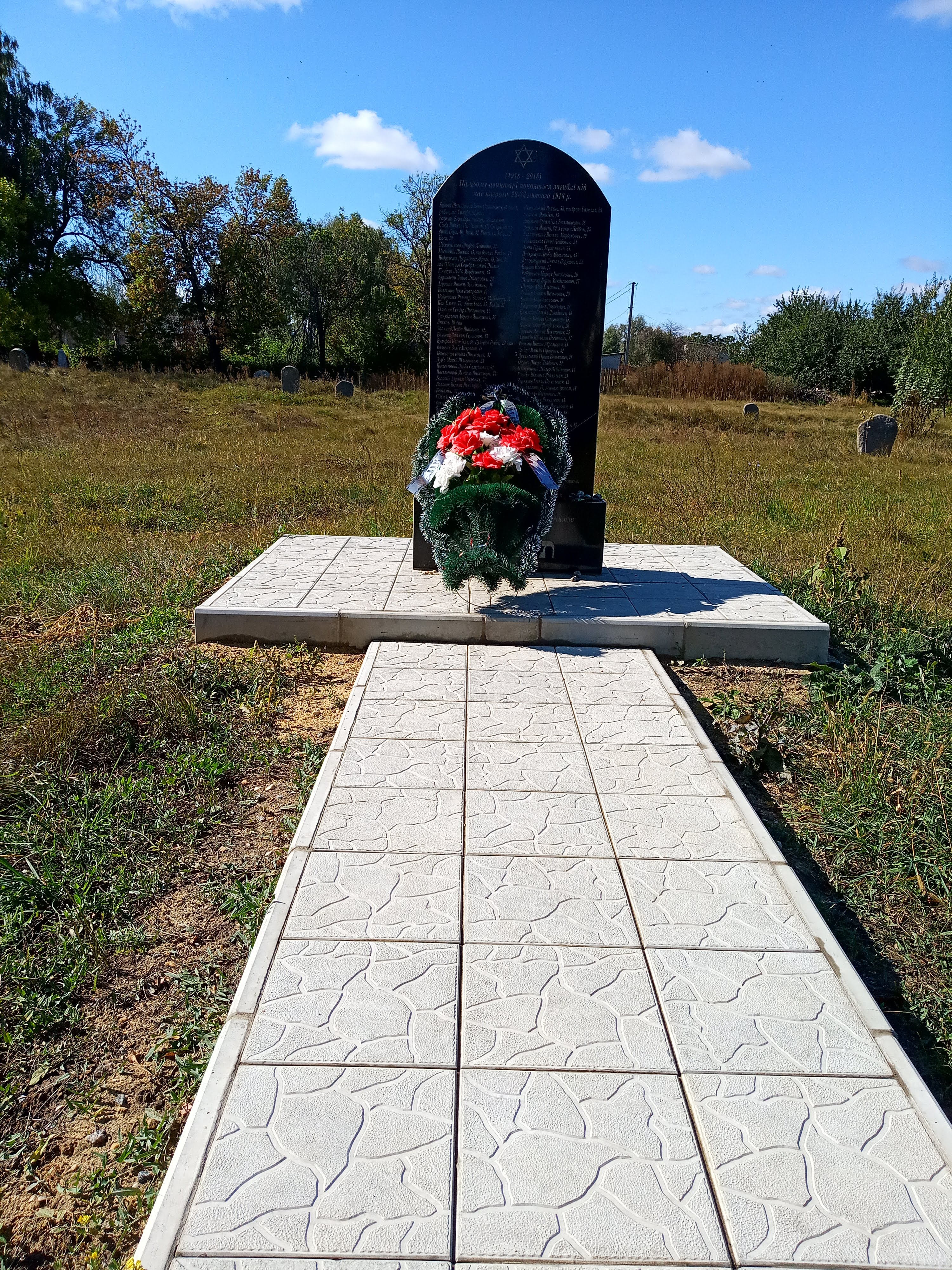
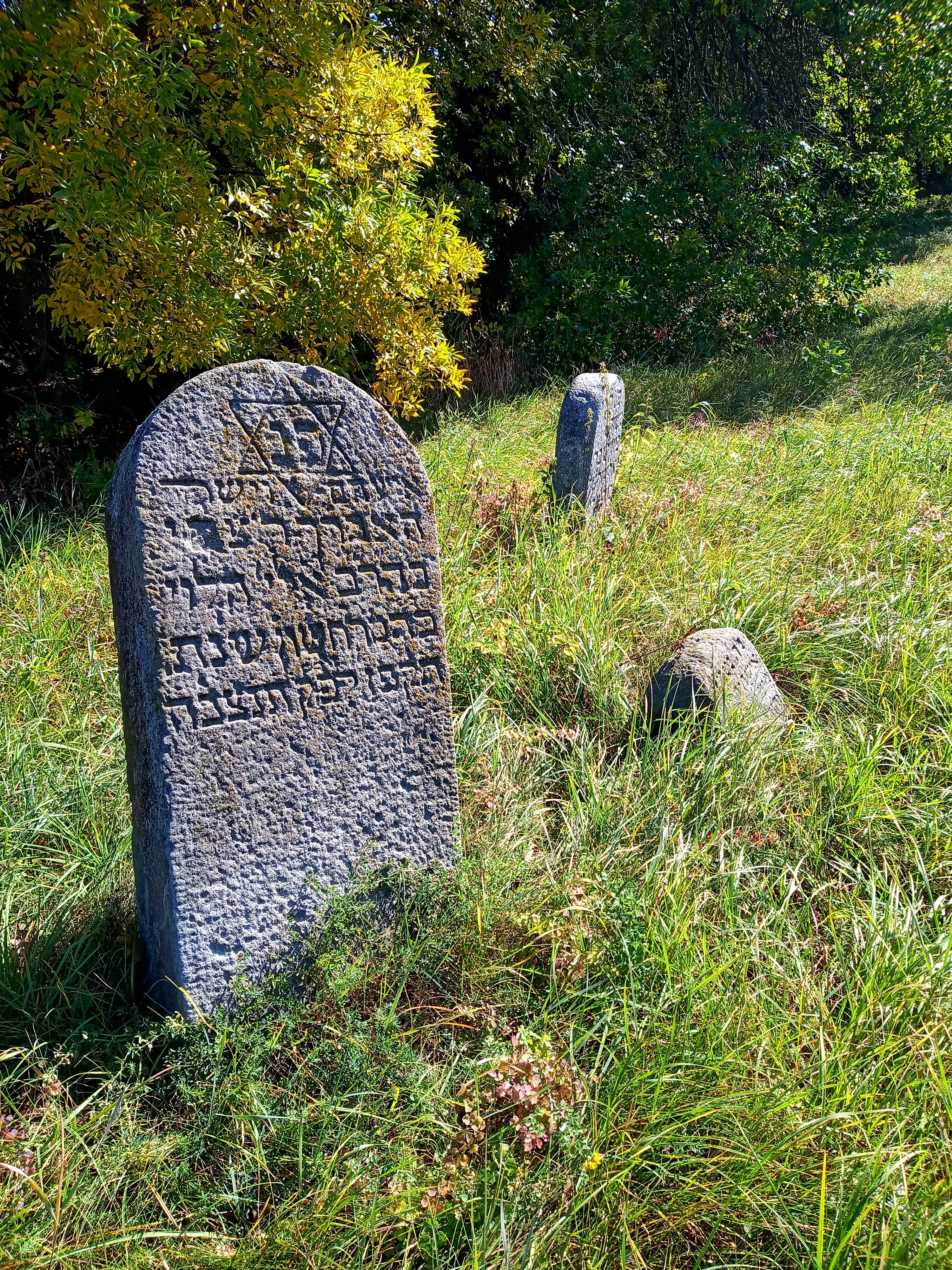
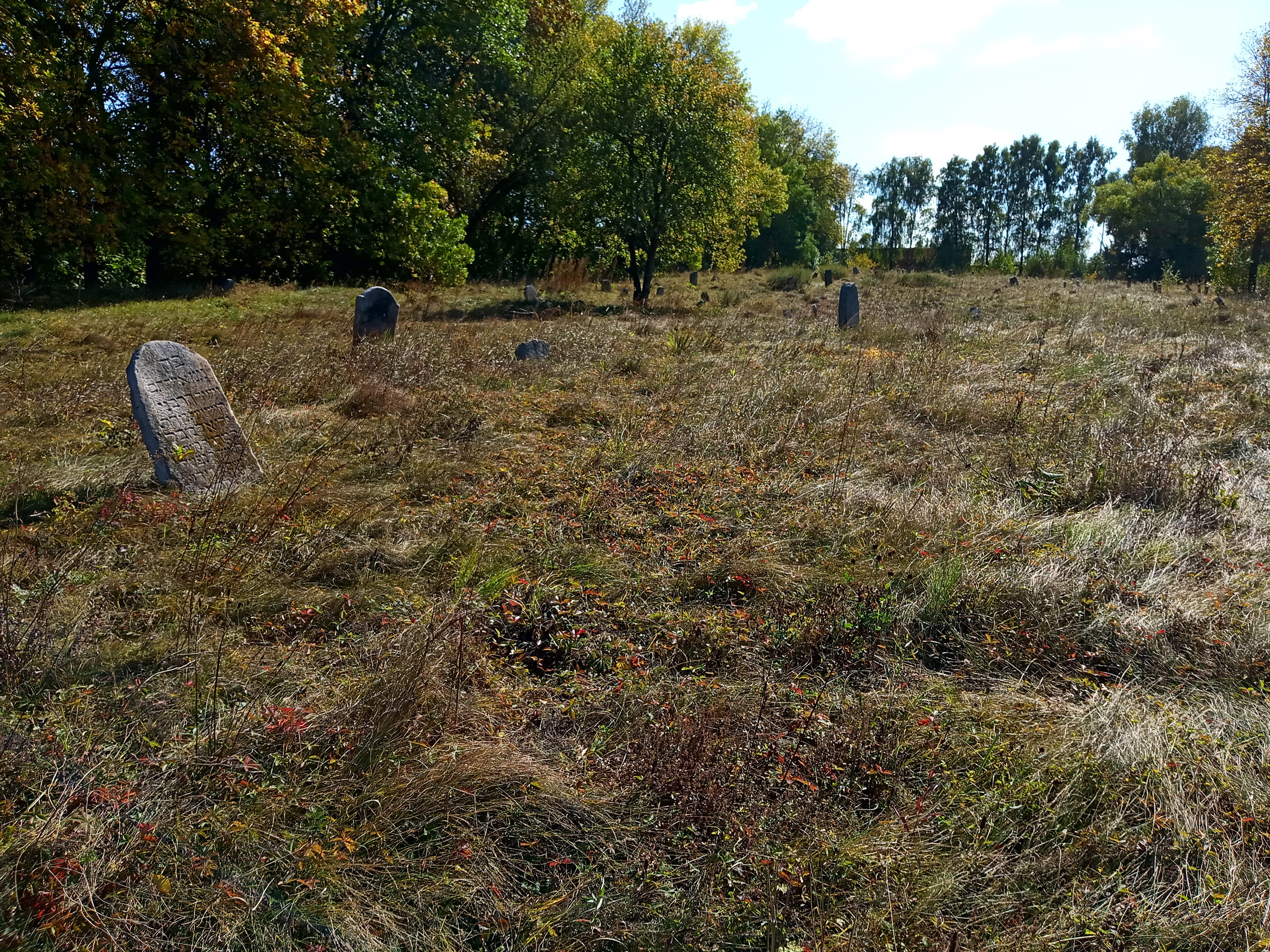
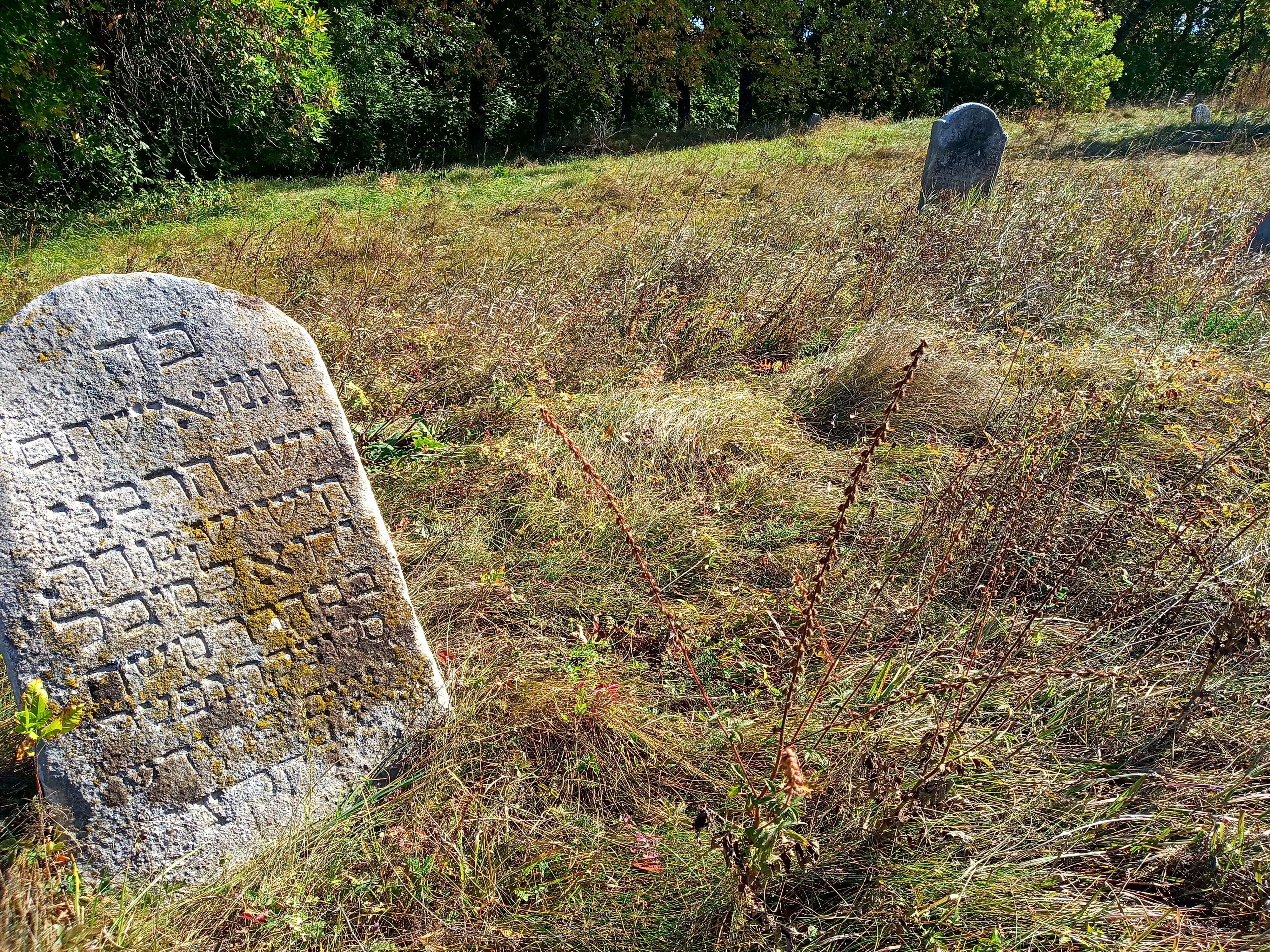